# Dagmar Bennewitz
Dagmar Bennewitz (* 1943 oder 1944) ist eine deutsche Landwirtin, Naturschützerin und Heimatforscherin.

## Leben
Bennewitz ist im Bundesland Schleswig-Holstein tätig und gilt als Pionierin des landwirtschaftlichen Vogelschutzes in Norddeutschland. Als Vorsitzende des Meggerdorfer Naturschutzvereins zeichnete sie ab 1997 in der Eider-Treene-Sorge-Niederung maßgeblich für die Entwicklung und zehn Jahre lang für die Umsetzung des Artenschutzprogramms „Gemeinschaftlicher Wiesenvogelschutz“ (GWS) verantwortlich. An dem Programm, das auf den Gelegeschutz hochbedrohter Wiesenvogelarten wie etwa Kiebitz, Uferschnepfe, Großer Brachvogel und Rotschenkel abzielt, beteiligen sich zahlreiche – seit 2013 konstant über 80 – Landwirte der Region. Bennewitz war Co-Betreuerin des 1400 Hektar messenden GWS-Gebietes Meggerkoog und ist mittlerweile Ehrenvorsitzende des Vereins.
Bei ihrer heimatkundlichen Arbeit befasst sie sich vor allem mit der Historie der Kulturlandschaft Stapelholm. Im Rahmen von deren 750-Jahr-Feier wurde Dagmar Bennewitz 2010 für ihr jahrelanges ehrenamtliches Engagement geehrt.

## Publikationen (Auswahl)
Monographien
- Naturschutzempfehlungen für die Praxis im Raum Stapelholm. Maschinenschriftliches Manuskript, 1983.
- mit Dirk Erichsen: Das Dorfbuch von Meggerdorf. Band I. Husum Druck- und Verlagsgesellschaft, 2013, 300 Seiten.
- mit Dirk Erichsen: Das Dorfbuch von Meggerdorf. Band II. Husum Druck- und Verlagsgesellschaft, 2013, 392 Seiten.

Artikel
- Landwirtschaft und Naturschutz. In: Jahrbuch für die Schleswigsche Geest. Schleswiger Druck- und Verlagshaus, Jahrgang 33, 1985, Seiten 87–95.
- Rationalität mit Emotionen verknüpfen – Grußworte zum 20jährigen Bestehen der „Interessengemeinschaft Rettet den Weißen Storch“. In: Die Bauernglocke. Heft 10, Dezember 1996, Seiten 13–16.
- Der Naturschutz frisst seine eigenen Kinder. In: Bauernblatt Schleswig-Holstein. 58/154, Heft 6, 2004, Seiten 12–14.
- Seelenvögel. In: Die Bauernglocke. Heft 36, Dezember 2009, Seiten 13–20.
- Blütezeit der Reetkultur auf Fünfmühlen – Das Unternehmen von August und Wulf Schwerdtfeger. In: Die Bauernglocke. Heft 50, Dezember 2016, Seiten 21–31.
- Hans Helgesen – ein Landsknecht aus dem 19. Jahrhundert (1793–1858). In: Die Bauernglocke. Heft 51, 2017, Seiten 4–11.
- Wie es in Meggerdorf gelungen ist, Ökonomie und Ökologie mit einander zu verbinden. In: Jahrbuch für die Schleswigsche Geest. 2017, Seiten 180–192.